# Вайлхаймска литературна награда
„Вайлхаймската литературна награда“ (на немски: Weilheimer Literaturpreis) е учредена през 1988 г. и се присъжда от град Вайлхайм в Горна Бавария на всеки две години, а от 2003 г. – на всеки пет години.
За да получи отличието, съответният писател трябва да е провел литературно четене в гимназията на Вайлхайм.
След 2010 г. наградата е в размер на 7500 €.

## Носители на наградата
- Илзе Айхингер (1988)
- Волфганг Хилдесхаймер (1991)
- Гертруд Фусенегер (1993)
- Томас Хюрлиман (1995)
- Райнер Кунце (1997)
- Вико фон Бюлов (Лорио) (1999)
- Зигфрид Ленц (2001)
- Рафик Шами (2003)
- Уоле Шоинка (2006)
- Стен Надолни (2010)
- Нора Гомрингер (2015)[1]